# Юлія Головіна
Юлія Головіна (30 вересня 1982 , Харків ) — українська фігуристка, що виступала у танцях на льоду, учасниця Олімпійських ігор.

## Життєпис
Почала займатися фігурним катанням як одиночна фігуристка, але з 14-ти років виступала в танцях на льоду.
У 1996 році переїхала в Росію для виступів у парі з Денисом Єгоровим. Протягом чотирьох років вони регулярно здобуваючи медалі юніорських етапів Гран-прі.
З 2000 року повернулася в Україну та почала виступати в парі з Олегом Войком. Разом із ним поїхала на Олімпійські ігри в Солт-Лейк-Сіті, де вони посіли 21-ше місце. Протягом наступного олімпійського циклу регулярно брали участь у міжнародних змаганнях. Найкращим результатом на чемпіонатах Європи стало 15-те місце у 2003 та 2004 роках, а на чемпіонатах світу — 21-ше у 2005 та 2006 роках. У сезоні 2002-2003 зуміли стати чемпіонами України. У 2005 році пара зуміла виграти срібну медаль Універсіади. У 2006 році виступили на Олімпійських іграх в Турині, де не зуміли покращити свій попередній результат, посівши 23-тє місце.
Після завершення спортивної кар'єри переїхала до Техасу, де працює тренеркою.

## Програми
(У парі з Олегом Войко)
| Сезон     | Короткий танець                                                                              | Довільна танець                                          |
| --------- | -------------------------------------------------------------------------------------------- | -------------------------------------------------------- |
| 2005–2006 | - Самба: Ritmo de Bom-Bom вик. Вімі - Румба: Eres Todo en Mí вик. Ана Габріель               | - Adiós Nonino вик. Астор П'яццола                       |
| 2002–2003 | - Марш: Марш Радецького op. 228 вик. Йоганн Штраус - Вальс: Вальс № 2 вик. Дмитро Шостакович | - Skake вик. T Naito - Kodo Drums - I Put a Spell on You |
| 2001–2002 | - Tango: Verano Porteno вик. Рауль Гарелльйо - Flamenco: Nyah (з Місія нездійсненна 2)       | - Nothing Else Matters                                   |

## Спортивні результати
(У парі з Олегом Войком)
| Міжнародні змагання                  | Міжнародні змагання | Міжнародні змагання | Міжнародні змагання | Міжнародні змагання | Міжнародні змагання | Міжнародні змагання |
| Змагання                             | 00–01               | 01–02               | 02–03               | 03–04               | 04–05               | 05–06               |
| ------------------------------------ | ------------------- | ------------------- | ------------------- | ------------------- | ------------------- | ------------------- |
| Олімпійські ігри                     |                     | 21                  |                     |                     |                     | 23                  |
| Чемпіонат світу                      |                     |                     |                     | 22                  | 21                  | 21                  |
| Чемпіонат Європи                     |                     | 18                  | 15                  | 15                  | 16                  | 17                  |
| Етап Гран-прі: Кубок Китаю           |                     |                     |                     |                     |                     | 8                   |
| Етап Гран-прі: Кубок Росії           |                     |                     | 8                   |                     |                     |                     |
| Етап Гран-прі: Трофей NHK            |                     |                     |                     | 9                   | 7                   |                     |
| Етап Гран-прі: Skate America         |                     |                     |                     | 8                   | 6                   | 12                  |
| Golden Spin                          |                     | 6                   | 1                   |                     |                     |                     |
| Меморіал Непела                      |                     | 1                   | 1                   |                     |                     |                     |
| Універсіада                          | 7                   |                     |                     |                     | 2                   |                     |
| Міжнародні юніорські                 |                     |                     |                     |                     |                     |                     |
| Фінал юніорського Гран-прі           |                     | WD                  |                     |                     |                     |                     |
| Юніорський етап Гран-прі: Чехія      |                     | 1                   |                     |                     |                     |                     |
| Юніорський етап Гран-прі: Нідерланди |                     | 2                   |                     |                     |                     |                     |
| Національні                          |                     |                     |                     |                     |                     |                     |
| Чемпіонат України                    | 3                   | 2                   | 1                   | 2                   | 2                   | 2                   |

(У парі з Денисом Єгоровим)
| Міжднародні                        | Міжднародні | Міжднародні | Міжднародні | Міжднародні |
| Змаганняя                          | 96–97       | 97–98       | 98–99       | 99–00       |
| ---------------------------------- | ----------- | ----------- | ----------- | ----------- |
| Юніорські чемпіонати світу         |             |             | 6           |             |
| Фінал юніорського Гран-прі         |             |             | 4           |             |
| Юніорський етап Гран-прі: Болгарія |             | 3           |             |             |
| Юніорський етап Гран-прі: Чехія    |             |             |             | 2           |
| Юніорський етап Гран-прі: Франція  |             | 3           |             |             |
| Юніорський етап Гран-прі: Угорщина |             |             | 1           |             |
| Юніорський етап Гран-прі: Норвегія |             |             |             | 2           |
| Юніорський етап Гран-прі: Україна  |             |             | 2           |             |
| Отем Трофі                         | 6           |             |             |             |